# Петробрузианцы
Петробрузианцы (англ. Petrobrussians; Petrobrusians) — одна из сект рационалистического характера XII века, получившая название от имени своего основателя, французского ересиарха римско-католической церкви Петра де Брюи. Около 1105 г. он приступил к проповеди учения, быстро распространившегося по Гиени и Лангедоку. Это учение сохранилось в изложении Петра Достопочтенного. Оно запрещало крещение младенцев, в которых не могло быть сознательного отношения к совершаемому над ними таинству. В своём учении Пётр де Брюи стоял особняком от современных ему религиозных течений и предвосхищал идеи сектантства реформационной эпохи.

## Убеждения
Вследствие недействительности крещения младенцев Пётр де Брюи отказывался причислить к христианам всё прежнее человечество — не только пап, епископов и др., но даже отцов церкви и мучеников. Ко всем остальным таинствам, равно как и к церковным обрядам, он относился отрицательно; отрицал необходимость молитв, милостыни и всего того, что делалось живыми ради мёртвых, так как душа заранее предназначена к осуждению или вечной жизни и ничто не может изменить этого решения. Церковь почиталась как духовное единение верующих; не следовало строить храмы, так как молиться можно всюду. Кресты, как орудие смерти и страданий Спасителя, не заслуживали почитания и должны быть уничтожены. Подобно современным им катарам, петробрузианцы принимали лишь Евангелие, а Ветхий Завет вместе с деяниями апостольскими и посланиями апостола Павла отвергали, считая их излишними или сомневаясь в их достоверности. Вопреки учению катаров петробрузианцы отрицали необходимость воздержания от брака и не устанавливали никаких постов.

## После казни основателя
Пётр де Брюи в 1125 г. был сожжён на костре, начатое им движение нашло нового вождя в лице Генриха Лозаннского, ещё в клюнийском монастыре прославившегося благочестием и даром пророчества: ему приписывали даже чудотворение. Жители Ле-Мана просили своего епископа разрешить Генриху проповедовать в их городе. С момента своего появления там (1116 год) Генрих покорил себе народные массы и речью о порче и фарисействе духовенства вооружил их против последнего, результатом чего было удаление Генриха из города. Во время последовавших за тем странствований он встретился с Петром де Брюи и объявил себя его учеником и апостолом. В 1134 г. он был схвачен католическим духовенством, но скоро освободился и продолжал свою проповедь в Лангедоке; в Тулузе сам граф открыто объявил себя его сторонником. Однако проповедника снова схватили и на реймском соборе (1148) осудили на пожизненное заточение, где он скоро и умер. Впечатление, произведённое им на современников, было так сильно, что католические историки называли петробрузианцев генрихианами; что неверно, так как догматика Генриха ничем не отличалась от догматики Петра де Брюи.
Петробрузианцы слились с вальденсами, с которыми их некоторые историки и смешивали.